# Lucien Dautresme
 (janvier 2021).
Si vous disposez d'ouvrages ou d'articles de référence ou si vous connaissez des sites web de qualité traitant du thème abordé ici, merci de compléter l'article en donnant les références utiles à sa vérifiabilité et en les liant à la section « Notes et références ».
Lucien Dautresme né le 21 mai 1826 à Elbeuf et mort le 18 février 1892 à Paris est un compositeur, entrepreneur et homme politique français.

## Biographie
Lucien Dautresme est issu d’une famille très anciennement présente dans la région elbeuvienne, à Criquebeuf-sur-Seine où vivait déjà un Dautresme au XVIIe siècle. Son père, David Dautresme, était venu s’installer à Elbeuf, où il fut successivement commissionnaire en draperie, maître-décatisseur puis fabricant de drap.
Après des études au collège de Rouen, puis au lycée Henri-IV à Paris, Lucien Dautresme intègre l’École polytechnique en 1846. Il en sort deux ans plus tard (56e sur 300) avec le grade d’aspirant et ingénieur de marine.
Mais la Révolution de 1848 éclate. L’École prend part au mouvement et lui-même affirme des convictions franchement républicaines. Le ministre de l’Intérieur Ledru-Rollin le nomme secrétaire d’Emmanuel Arago, alors commissaire général de la République dans le département du Rhône ; il se signale en l’aidant à éviter une insurrection ouvrière à Lyon.
Il regagne ensuite à Elbeuf, où son père est l’un des chefs du parti républicain. En butte à l’hostilité des autres dirigeants d’entreprises, ils sont violemment expulsés du Cercle des commerçants, principal lieu de sociabilité de la bourgeoisie locale. Ayant menacé de duel le plus excité d’entre eux, il obtient des excuses pour son père.
Ayant refusé de prêter serment à Louis Napoléon Bonaparte, il démissionne de son grade, abandonne toute velléité de carrière dans la marine et se tourne désormais vers la musique. Bon pianiste, il se lie à Paris avec Meyerbeer, dont il devient un disciple, et compose de nombreuses mélodies, publiées à partir de 1859. Il achève Sous les charmilles (opéra-comique en un acte) représenté en 1862 au Théâtre Lyrique en dépit des relations exécrables avec Léon Carvalho, directeur de ce théâtre et réussit à faire jouer Cardillac créé en 1867 sur la scène parisienne du Théâtre Lyrique, puis l’année suivante à Rouen. Mais ayant souffleté un directeur de théâtre, il est condamné à six mois de prison.
Il se tourne alors brièvement vers le journalisme, à Paris d’abord, puis en Normandie : c’est l’un des fondateurs (avec Richard Waddington et Charles Besselièvre) du Petit Rouennais, « organe politique populaire », qui voit le jour le 1er mars 1878 et dont il restera le directeur politique jusqu’en 1887.
Il épouse à Paris le 21 avril 1863 Marie-Blanche Victoire Girard (1838-1912), chanteuse à l’Opéra-Comique. Ils habitent successivement rue Saint-Lazare puis 60 avenue Montaigne (actuelle maison Gucci).
Revenu à Elbeuf pour codiriger l’entreprise paternelle, il entre finalement en politique après la proclamation de la Troisième République. Soutenu par un comité démocratique local composé presque exclusivement d’ouvriers, il échoue d’abord aux élections législatives de février 1871, mais est élu au conseil général de la Seine-Inférieure en octobre de la même année, face à de grands notables elbeuviens ; réélu en 1877, il démissionne en 1880 ne désirant pas cumuler les mandats. Entre-temps, il a été en effet élu député, en février 1876, dans la circonscription d’Elbeuf, Grand-Couronne et Boos. Il siège avec la gauche radicale, entre l’Union républicaine et l’extrême gauche. Il réclame l’amnistie pour les Communards et signe le Manifeste des 363 en mai 1877. Après la dissolution de l’Assemblée, il est réélu en octobre 1877, puis en 1881, 1885 et 1889.

## Œuvres musicales
- Enfant, rêve encore, paroles de Victor Hugo (Feuilles d'automne), Paris, chez S. Richault, 1859 (BNF 42937523).
- Si ! Paroles de Victor Hugo, Paris, chez S. Richault, 1859 (BNF 42937527).
- Barcarolle, paroles de M. H. de Baulieu, Paris, chez S. Richault, 1859 (BNF 42937515).
- Chanson pour quatre voix (dans le genre d'Orlande de Lassus), paroles de Dufresny, op. 1, n° 2,  Paris, chez Richault, 1859 (BNF 42937520).
- Sonate pour piano, Paris, Richault, 1859 (BNF 42937528).
- Le Chant de Jocelyn, Paris, chez S. Richault, 1859 (BNF 42937521).
- Six mélodies..., paroles de M. H. de Beaulieu, musique de Lucien Dautresme, op. 3, Paris, S. Richault, 1859 (BNF 42937525).
- Sous les charmilles, paroles de M. Kauffmann, musique L. Dautresme, Théâtre Lyrique, Paris2, 1862.
- Le Chant des conscrits, paroles et musique de Lucien Dautresme. [Chœur à 4 voix d'hommes sans accompagnement] op. 6, Paris, À l’Orphéon, 1864 (BNF 42937522).
- Le Bon temps, paroles et musique de Lucien Dautresme, Paris, S. Richault, 1864 (BNF 42937517).
- Le retour des champs [chœur à 4 voix d'hommes, sans accompagnement], paroles et musique de Lucien Dautresme, op. 7, Paris, À l’Orphéon, 1866 (BNF 42937526).
- Cardillac, Opéra-comique en trois actes et quatre tableaux[1] (parole de Nuitter et Beaumont, musique de L.Dautresme), créé au Théâtre Lyrique, à Paris, le 11 décembre 1867. Le baryton français Ismaël créa le rôle-titre[2] (Paris, S. Richault, 12 fasc. s.d., 258 p. (BNF 43991552).
- Le Nin ! Paroles d'A. Aram, musique de Lucien Dautresme,  Rouen, impr. J. Lecerf, 1868 (BNF 42937530). 1 Google Livres Cardillac [archive]

## Mandats parlementaires

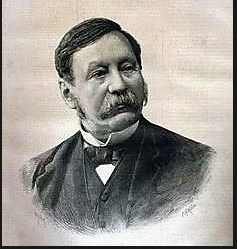
Lucien Dautresme, portrait gravé publié à la une de plusieurs journaux parisiens lors de son décès en 1892.

Député de la Seine-Inférieure de 1876 à 1891. Il siège d’abord sous l’étiquette « gauche radicale », puis comme « républicain progressiste » à partir d’octobre 1885. Républicain et anticlérical (il est membre d’une loge maçonnique), il se prononce pour la séparation des Églises et de l’État, la suppression des budgets affectés aux cultes et vote l’application des lois relatives aux congrégations. Il réclame des poursuites contre le général Boulanger, vote en faveur de l’inamovibilité de la magistrature et appuie les nouvelles lois sur la presse et le droit de réunion. Il est favorable à la réduction du service militaire à trois ans, à la réduction des heures de travail et la suppression du livret ouvrier. Cherchant visiblement à améliorer la condition ouvrière, il rêve d’une amélioration des rapports entre le capital et le travail. Il prône l’instauration ou le maintien de droits de douane élevés, afin de défendre les entreprises (notamment les manufactures textiles elbeuviennes) mais aussi pour protéger l’emploi ouvrier de la concurrence étrangère. Il se fait nommer pour cela rapporteur de la commission générale des douanes et président du groupe du « Travail national ». Il devient aussi vice-président du Conseil supérieur du commerce et de l’industrie. Il vote également les crédits alloués à l’expédition du Tonkin et prend position (en 1888) en faveur du protectorat sur la Tunisie. Il se prononce enfin contre la révision de la constitution. Mis en minorité sur cette question, le cabinet dont il fait partie est renversé.
Sénateur de la Seine-Inférieure, il ne siège que brièvement, de janvier 1891 à sa mort en février 1892. Il défend à nouveau, au Sénat, les tarifs protectionnistes.

## Responsabilités ministérielles
Dans la droite ligne de son action parlementaire, Lucien Dautresme devient ministre du Commerce, une première fois brièvement dans le cabinet Brisson (du 9 novembre au 28 décembre 1885, grâce à l’appui de Jules Grévy (qui avait été son avocat lors de ses démêlés judiciaires).
Puis il est nommé ministre du Commerce et de l’Industrie dans les cabinets Rouvier et Tirard (du 30 mai 1887 au 30 mars 1888). 

## Une figure locale

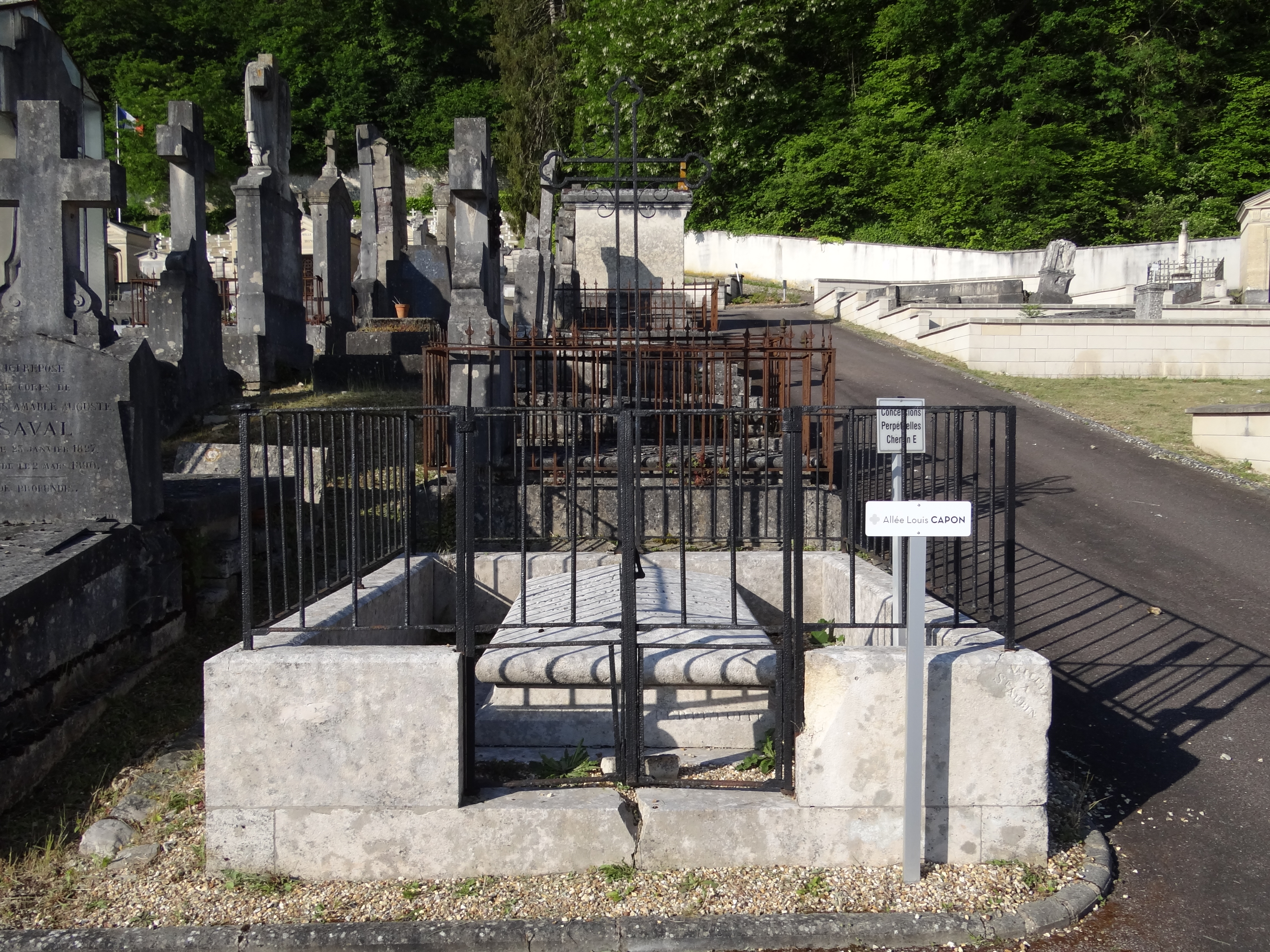
La tombe de Lucien Dautresme au cimetière Saint-Jean d'Elbeuf (Seine-Maritime).

Lucien Dautresme participe ensuite activement à la préparation de l’Exposition universelle de 1889, à Paris, en tant que Commissaire général. Très populaire dans sa circonscription, même s’il se heurta à la fois aux notables conservateurs et aux socialistes ou « collectivistes », on lui reconnaissait en général de nombreuses qualités personnelles, dont l’intégrité et la courtoisie. Grand travailleur, méthodique, toujours modéré mais ferme dans ses choix, c’était un bon orateur (mais avec une faible voix)
Il meurt le 18 février 1892 dans le 8e arrondissement de Paris d’une crise cardiaque selon les uns, d’une congestion pulmonaire selon les autres. Ses funérailles ont lieu le lendemain à Elbeuf et après des obsèques religieuses, il est inhumé au cimetière Saint-Jean d'Elbeuf. Il avait épousé en 1863 à Paris (9e arrondissement) Marie Antonine Blanche Girard (1838-1912) ; le couple n’eut, semble-t-il, pas d’enfant.
En 1897, la Ville d’Elbeuf inaugura un buste à son effigie par Ernest-Eugène Chrétien érigé place Lécallier, lequel fut envoyé à la fonte par l'occupant allemand en 1942 pour récupération du bronze et jamais remplacé.

## Publications

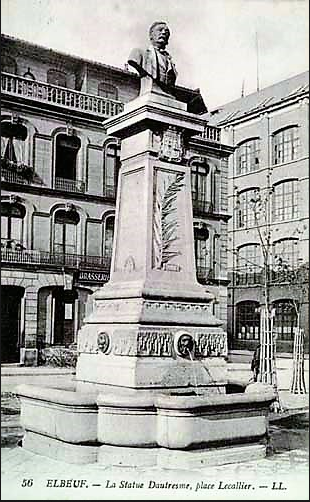
Ernest-Eugène Chrétien, Monument à Lucien Dautresme (1897), Elbeuf, place Lécallier, œuvre disparue.

Très actif à l’Assemblée, il a rédigé de nombreux rapports, sur des sujets très divers (voies navigables, ports de Dieppe, du Havre, de Honfleur, d’Oran ; conventions commerciales avec les États-Unis, le Mexique, la Chine). Il a publié notamment :
- Rapport... [Sur l’amélioration de la navigation sur la Seine entre Paris et Rouen), par M. Dautresme, etc. (23 février 1878)], Versailles, impr. de Cerf et fils, s.d., 16 p. (BNF 30303761).
- Projet de loi ayant pour objet la réduction à 10 heures de la journée de travail dans les usines et manufactures, présenté par MM. Richard Waddington, Lucien Dautresme, Duvivier, Pierre Legrand… (25 mai 1882), Paris, impr. de A. Quantin, s.d. (BNF 36248223).
- Rapport... (État des travaux et compte des dépenses de l’Exposition universelle de 1889, à la date du 31 décembre 1887), par M. Lucien Dautresme, , etc. (31 janvier 1888), Paris, impr. de P. Mouillot, s.d., 41 p., plan (BNF 30303775).
- Ministère du commerce et de l'industrie. Exposition universelle internationale de 1889. Commissariat général. Rapport au président de la République française sur l'état des travaux et sur le compte des dépenses de l'Exposition universelle de 1889, Paris, Imprimerie nationale, 1889 (BNF 34079366).
- Projet de loi déclarant jours fériés le lundi de Pâques et le lundi de la Pentecôte, présenté... par M. Henri Brisson, etc. et par M. Lucien Dautresme, etc. (26 novembre 1885), Paris, A. Quantin, s.d., (BNF 36214978).
- Rapport... [Sur un crédit de 3 millions de francs pour subventions à la marine marchande], 12 février 1885, Paris, impr. A. Quantin, s.d. (BNF 30303774).
- Rapport... [Récompenses à l'occasion de l'Exposition française de Moscou], (28 décembre 1891), Paris, impr. P. Mouillot, s.d., (BNF 30303777).